# Двадцать долларов Сент-Годенса
20 до́лларов Сент-Го́денса (англ. St. Gaudens Double Eagle) — золотые монеты США номиналом 20 долларов, которые чеканились с 1907 по 1933 год. Считаются самыми красивыми монетами, находившимися в обращении в США. Имеют несколько разновидностей.
Монета названа по имени её дизайнера — американского скульптора Огастеса Сент-Годенса. Теодор Рузвельт, стремясь сделать американские монеты более красивыми и эстетически привлекательными, в 1904 году предложил Сент-Годенсу заняться подготовкой новых монетных типов. Несмотря на негативный опыт совместной работы с монетным двором США и неприязненные отношения с главным гравёром Чарльзом Барбером, Сент-Годенс принял предложение президента. Работа по созданию и введению в широкий оборот новых монет велась с задержками, связанными с болезнью Сент-Годенса и особенностями рельефа изображения на монете. Сент-Годенс умер в 1907 году, успев создать дизайн новых 10- и 20-долларовых монет, но не дожив до выпуска их в обращение.
После первого небольшого тиража гравёр монетного двора Барбер модифицировал дизайн, сделав его менее рельефным. Благодаря этому изменению достигалось облегчение процесса чеканки. На монетах, выпущенных в 1907 и в начале 1908 года, отсутствовал официальный девиз США — «IN GOD WE TRUST» (с англ. — «На Бога уповаем»), необходимый атрибут американских денег. По настоянию Конгресса девиз был помещён на изображение, а монеты, не содержащие его, получили название «безбожных» (англ. godless).
20 долларов Сент-Годенса использовались в основном для международной торговли.
Несмотря на то, что в 1933 году было отчеканено более 455 тысяч экземпляров, на сегодня сохранились лишь считаные экземпляры. Остальные монеты были переплавлены в связи с отказом США от золотого стандарта. 20 долларов Сент-Годенса 1933 года ныне являются самой дорогой монетой в мире, которая была куплена на аукционе за 7 590 020 долларов США.

## Предпосылки создания
Монета номиналом 20 долларов была пущена в обиход в 1850 году. Предпосылкой её создания стало резкое увеличение золотых запасов вследствие калифорнийской золотой лихорадки. Созданные гравёром Джеймсом Лонгакром 20 долларов с изображением Свободы чеканили, с небольшими изменениями в дизайне, более 50 лет — вплоть до 1907 года. Так как покупательная способность данных монет на то время была достаточно велика (эквивалентна нескольким сотням долларов на сегодняшний день), то в обиходе они встречались редко. В основном их использовали для международной торговли либо как средство накопления. В западных штатах и на территориях, где золотые и серебряные монеты преобладали над бумажными деньгами (в Калифорнии некоторое время бумажные деньги были даже запрещены для использования), 20-долларовые монеты чаще попадали в обиход, по сравнению с восточными штатами США.
Первые недоразумения между дизайнером будущей 20-долларовой монеты Огастесом Сент-Годенсом и монетным двором США возникли в 1891 году . Монетный двор предполагал заменить дизайн находившихся в обиходе более 50 лет 10-, 25- и 50-центовых монет с сидящей Свободой. Для этой цели был приглашён Сент-Годенс, однако монетный двор отказался заплатить запрошенную им сумму за его работу. В результате Сент-Годенс отказался разрабатывать новый дизайн монет. Вместо него эту работу выполнил гравёр Чарльз Барбер. Разработанные Барбером монеты вызвали немало нареканий в американском обществе.
В 1892 году организаторы Всемирной выставки, посвящённой 400-летию открытия Колумбом Америки, предложили Сент-Годенсу подготовить дизайн медали призёрам выставки. Аверс медали, изображавший ступающего на берег Колумба, не вызывал нареканий. Реверс, на котором была представлена обнажённая фигура, символизирующая юность, с венком для победителя, был раскритикован. Руководитель почтовой службы Энтони Комсток даже назвал изображение непристойным. Организаторы выставки отказались от услуг Сент-Годенса и перепоручили работу гравёру монетного двора Барберу, который, согласно историку Уолтеру Брину, «был способен лишь на банальность».
Раздосадованный Сент-Годенс зарёкся выполнять работу для монетного двора и следующие десять лет отказывался от всех предлагавшихся им заказов.

## Разработка дизайна
27 декабря 1904 года друг Сент-Годенса президент Теодор Рузвельт в письме министру финансов США Лесли Мортимеру Шоу указал: «Я думаю, состояние наших монет с художественной точки зрения отвратительно и ужасно. Было бы возможным, не запрашивая разрешения у Конгресса, привлечь Сент-Годенса к работе, по приданию нашим монетам большей эстетической привлекательности?». По настоянию Рузвельта директор монетного двора Джордж Робертс попросил Сент-Годенса разработать дизайн новых монет, и тот дал своё согласие. Рузвельт предложил монетному двору задействовать Сент-Годенса в разработке монет, изменение в дизайне которых не требовало согласия Конгресса. Согласно законам США, монетный двор может самостоятельно изменять дизайн лишь тех монет, которые находятся без изменений в обращении более 50 лет. Во время президентства Рузвельта было изменено пять монет номиналом в 1 цент, 2,5, 5, 10 и 20 долларов. Изображения на 10 и 20 долларах разрабатывались Сент-Годенсом. До этого не было случая, когда дизайн монет был разработан кем-либо не из служащих монетного двора.
В одном из писем к Сент-Годенсу в ноябре 1905 года Рузвельт спросил о процессе подготовки новых монет. Также он поделился своими соображениями о том, что среди древних греческих монет наиболее красивыми являются монеты с высоким рельефом (горельефом) изображения. Рузвельт предложил создать новые монеты с горельефом, а также высоким защищающим изображение ободком. Сент-Годенс согласился с предложениями президента и описал предполагаемый дизайн 20-долларовой монеты:

Идущая вперёд фигура Свободы (возможно, с крыльями) держит в одной руке геральдический щит с 13 полосами, звёздами и идущим наискось словом LIBERTY. В другой находится пылающий факел. Одежда Свободы развевается от ветра. Моя идея — сделать Свободу живой.
Оригинальный текст (англ.)some kind of a (possibly winged) figure of Liberty, striding forward as if on a mountaintop, holding aloft on one arm a shield bearing the stars and stripes with the word Liberty marked across the field; in the other hand perhaps a flaming torch, the drapery [of Liberty's dress] would be flowing in the breeze. My idea is to make it a living thing, and typical of progress.

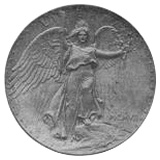
Один из ранних вариантов аверса монеты

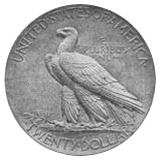
Один из ранних вариантов изображения реверса монеты, впоследствии помещённый на 10-долларовую золотую монету

В письме от 2 января 1906 года Сент-Годенс спрашивает министра финансов Шоу относительно технической возможности чеканить монеты с горельефом. Во время одной из встреч с Рузвельтом Шоу высказал мнение о том, что производство монет, повторяющих древнегреческие, как по виду, так и по красоте, нецелесообразно, ведь они будут в основном храниться в банках и лишь незначительная часть попадёт в обиход. Рузвельт настоял на продолжении работ по созданию новых монет. В своём письме к Сент-Годенсу он признался, что «Шоу посчитал меня помешанным на данном вопросе».
Столкнувшись с непоколебимой реакцией своего руководителя, Шоу написал Сент-Годенсу о том, что несмотря на то, что служащие монетного двора считают, что горельеф значительно затруднит процесс чеканки и все страны используют монеты с низким рельефом, в связи с настоятельными рекомендациями президента скульптор может продолжить работу.
В последующих письмах к президенту Сент-Годенс критиковал существовавшие на тот момент изображения на монетах: «в любом случае, то, что я создам, не сможет быть хуже сегодняшних пустышек». Также он предполагал сопротивление новым подходам к созданию монет со стороны главного гравёра монетного двора Барбера.
В мае 1906 года скульптор вновь обратился с вопросом к министру финансов. На этот раз он предложил использовать римские цифры в обозначении года. Шоу ответил достаточно грубо: «Так как мы собираемся производить монеты для граждан США, то мне кажется, было бы целесообразным использовать ту нумерацию, к которой они привыкли. Более того, я хотел бы напомнить нашим архитекторам, что я уже уволил одного из них за то, что тот использовал в надписях латинское „V“ вместо английского „U“». И вновь потребовалось влияние Рузвельта для реализации нововведения Сент-Годенса — использования римских цифр.
Изначально Сент-Годенс предполагал поместить летящего орла на одноцентовую монету. Однако, после ознакомления с законом, согласно которому геральдический орёл не может располагаться на монете столь малого номинала, перенёс изображение на 20 долларов. В 1906 году здоровье больного раком скульптора стало ухудшаться. В связи с этим он был вынужден взять ассистента для выполнения заказа Генри Геринга. Заготовки пробных монет производили в Париже, а не на монетном дворе США. В декабре 1906 года Рузвельту были предоставлены окончательные образцы будущих 20-долларовых монет. Президент писал тяжело больному скульптору: «Я дал распоряжение директору монетного двора подготовить штемпели настолько быстро, насколько это возможно. Они просто потрясающи. Я предполагаю определённую критику со стороны Конгресса, но это меня мало беспокоит».

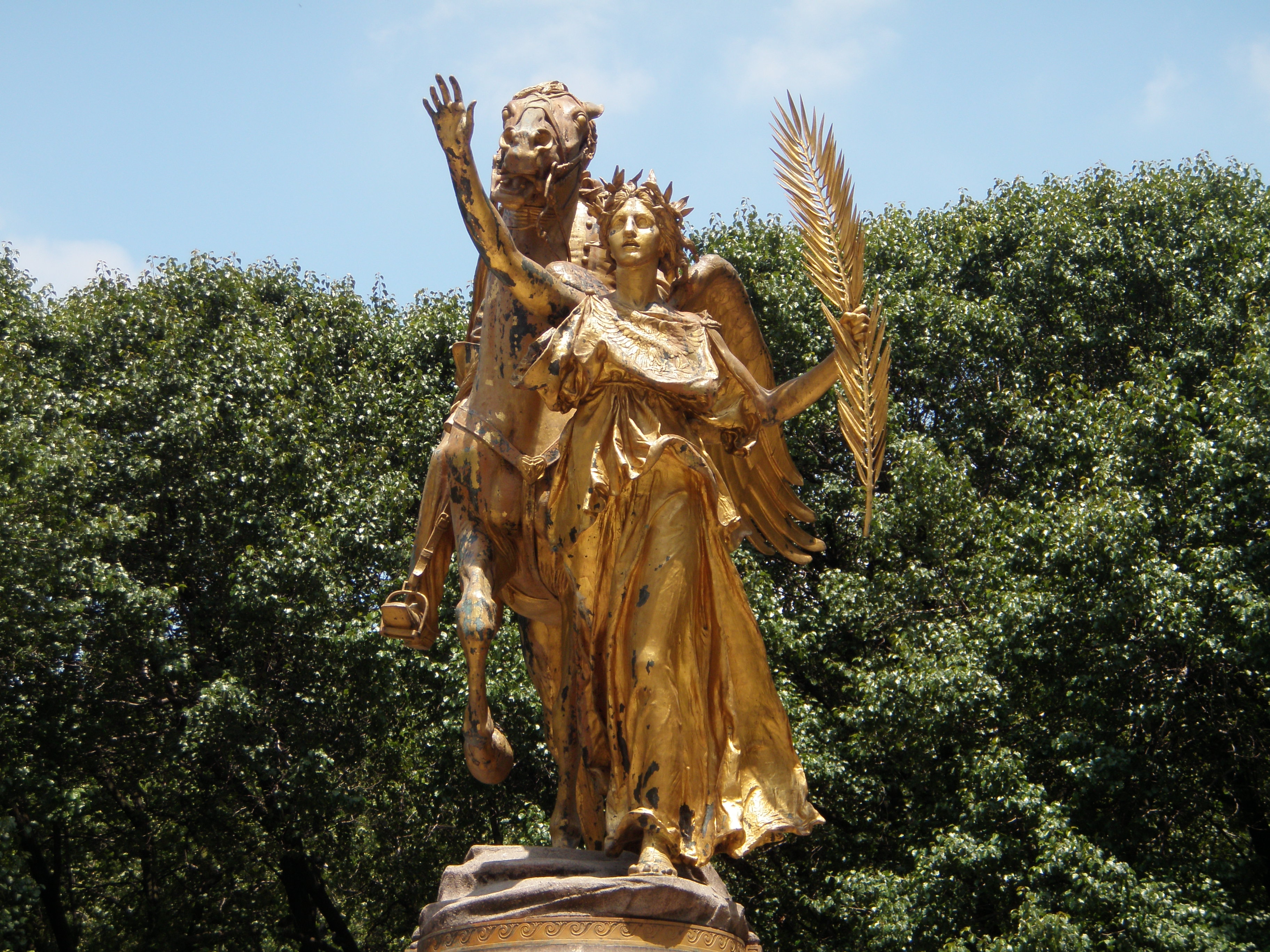
Статуя Победы Сент-Годенса — часть монумента в честь генерала гражданской войны Шермана, ставшая основой изображения на монете

Окончательная версия аверса монеты изображала Свободу, также символизирующую победу. Основой изображения стала скульптура Сент-Годенса, расположенная в Нью-Йорке, посвящённая генералу времён гражданской войны Уильяму Шерману. Скульптура имела ряд общих черт с древнегреческой статуей Ники Самофракийской. На монете Свобода в правой руке держит факел, символизирующий просвещение, а в левой символ мира — оливковую ветвь. Она в лучах Солнца спускается со скалы. На заднем плане расположено здание Капитолия. По краю монеты располагалось 46 звёзд, по числу штатов на 1906 год. На реверсе изображён летящий орёл на фоне восходящего Солнца. На гурте монеты Сент-Годенс поместил девиз «E PLURIBUS UNUM». Таким образом скульптор устранил дополнительную надпись с изображения монеты, в то же время выполнив закон, согласно которому помещение данного девиза на монетах было обязательным.

## От дизайна к монете
Главный гравёр монетного двора США Барбер следил за процессом подготовки новых монет. В письме от 26 ноября 1906 года к директору монетного двора Роберту Престону он указывает:

[Сент-Годенс] много говорит об экспериментах. Может быть, для него это и так, но для нас не является новостью невозможность использования горельефа при чеканке монет. Это так же ясно, как и то, что Солнце восходит каждое утро. Я убеждён, что эти нововведения приведут только к пустой трате денег... Мне кажется, наш друг заигрался...
Оригинальный текст (англ.)[Saint-Gaudens] talks so much about experiments, it may be to him, but to us it is no experiment, as we are just as certain that the relief of his eagle will never coin, as we are certain that the Sun will rise each morning, and the only object in all this trouble and waste of money is to convince those who will be convinced in no other way… I think our friend [Saint-Gaudens] is playing a game…

После этого Престон пишет Сент-Годенсу, указав на то, что «не существует прессов на монетном дворе, которые могли бы производить одним ударом предлагаемые монеты». Когда на монетный двор поступили модели новой монеты, Барбер отклонил их. Лишь после длительных дискуссий и обсуждений он согласился на эксперимент. В то время монетный двор был занят разработкой дизайна для монет Кубы и Филиппин. Барбер с большой неохотой занялся производством пробных экземпляров новой монеты, которая, по его мнению, никогда не поступила бы в широкий обиход. Были сделаны экспериментальные штемпели . Несмотря на то, что для чеканки использовали не обычные прессы, а те, которые применяли для производства медалей (с максимальной силой удара), требовалось более 9 ударов для чеканки одной монеты. Из 24 пробных экземпляров, известных как монеты с «ультравысоким рельефом» (англ. Ultra High Relief), на сегодняшний день сохранилось 20. Из них один был продан в 2005 году за 2 990 000 $. В письме от 8 мая 1907 года Рузвельт написал Сент-Годенсу: «…на сегодняшний день невозможно чеканить эти монеты одним ударом пресса, что является необходимым для массового выпуска». Сент-Годенс ответил, что огорчён невозможностью достичь лучших результатов и неспособностью сочетать древнегреческое искусство и современную нумизматику.
Следующий набор штемпелей был создан с уменьшенной высотой рельефа. Несмотря на это, всё равно требовалось 3 удара пресса для производства одной монеты, что также было неприемлемо для массовой чеканки. После смерти Сент-Годенса доработкой монеты занялся его ассистент Генри Геринг. Неуверенный в способностях последнего Рузвельт приказал новому министру финансов Джорджу Кортелью заставить монетный двор завершить начатую работу и выпустить монету в широкий обиход до 1 сентября 1907 года. Барбер был срочно отозван из отпуска, чтобы выполнить указ президента. В своём письме к руководителю монетного двора Филадельфии Барбер написал, что Рузвельт требует невозможного: «У него нет не только возможностей выполнить прихоть последнего, но даже идеи о том, как это сделать». Предложенный Герингом новый набор штемпелей Барбер сразу же отклонил, мотивируя это тем, что они изначально не подходят, и работа над ними будет лишь пустой тратой времени. Одновременно Барбер начал работу по переработке дизайна монеты.
В августе 1907 года Рузвельт назначил на должность руководителя монетного двора Сан-Франциско Франка Лича. В своих мемуарах Лич так описал разговор с президентом по поводу выпуска 20-долларовых монет:

Ещё до того, как я полностью влился в работу на новой должности, президент вызвал меня к себе. В нашей беседе он говорил о том, что, несмотря на все трудности и неудачи, хочет как можно быстрее завершить работу по выпуску новых монет, и предложил мне ряд действий, по его мнению, необходимых для достижения цели. Это было высказано в свойственной ему энергичной манере, с подчёркиванием ключевых моментов речи ударами кулаком по столу.
Оригинальный текст (англ.)Before I had become familiar with my surroundings the President sent for me. In the interview that followed he told me what he wanted, and what the failures and his disappointments had been, and proceeded to advise me as to what I should do to accomplish the purpose determined upon in the way of the new coinage. In this talk he suggested some details of action of a drastic character for my guidance, which he was positive were necessary to be adopted before success could be had. All this was delivered in his usual vigorous way, emphasizing many points by hammering on the desk with his fist.

18 ноября 1907 года Рузвельт приказывает использовать второй набор штемпелей для чеканки новых монет. При этом он указывал «начинать выпуск, даже если вам придётся тратить целый день на чеканку одной монеты». С помощью второго набора штемпелей было отчеканено более 12 тысяч экземпляров с высоким рельефом изображения (англ. High Relief). В одном из своих писем Барбер пишет: «Мистер Харт! Я пересылаю вам 2 образца монеты. Они получились настолько неплохими, что я опасаюсь, что президент заставит продолжать чеканку столь необычных экземпляров».
В то же время Барбер завершил работу по уменьшению рельефа монеты. Суммарно 361 667 экземпляров с низким рельефом было отчеканено на монетном дворе. Данные монеты попали в обращение в декабре 1907 года. Изменения Барбера были негативно восприняты как семьёй Сент-Годенса, так и Герингом. В частности, он заменил римские цифры «MCMVII» на арабские «1907». Несмотря на изменения, новые монеты были восприняты как самые красивые из всех когда-либо существовавших американских монет.
Несмотря на все сложности, Рузвельт был очень доволен окончательным результатом. Руководитель монетного двора Сан-Франциско Лич записал свои ощущения о реакции президента: «Когда я положил на стол новую монету, Рузвельт был поражён её красотой. Он тепло поздравил меня с успехом и говорил очень много комплиментов». В январе 1908 года Рузвельт пишет своему другу Биглоу:

Мне очень приятно, что тебе понравилась монета. Я преодолел все препятствия по её выпуску и ощущаю, что это наилучшая монета, выпущенная за последние две тысячи лет. Конечно, через какое-то время она выйдет из обихода, но она станет образцом для будущих поколений по производству монет. Возникавшие сложности, я уверен, будут решены.
Оригинальный текст (англ.)I am very much pleased that you like that coin. I shall have all kinds of trouble over it, but I do feel what you say is true: that is, that it is the best coin that has been struck for two thousand years, and that no matter what is its temporary fate, it will serve as a model for future coin makers, and that eventually the difficulties in connection with making such coins will be surmounted.

## Выпуск
Рузвельт лично попросил не помещать девиз In God We Trust на новую монету, так как считал упоминание слова «GOD» на монетах святотатством. Однако, чеканка девиза «IN GOD WE TRUST» на золотых монетах номиналом более 3 долларов была определена ещё монетным актом 1864 года. Несколько членов Конгресса настояли на прекращении выпуска «безбожных» монет. В 1912 году на изображение монеты было добавлено 2 звезды в связи с присоединением в состав государства двух новых штатов — Нью-Мексико и Аризоны.
В 1916 году выпуск 20-долларовых монет был временно прекращён. Во время Первой мировой войны многие страны были вынуждены отказаться от выпуска монет из драгоценных металлов. После завершения войны, в 1920 году выпуск 20 долларов Сент-Годенса был возобновлён. В основном монеты производились для международной торговли и лишь незначительная часть попадала в широкий обиход.
Начало Великой Депрессии в 1929 году не повлияло на количество выпускавшихся золотых монет. Большинство из них хранилось в банках казначейства и лишь небольшая часть покидала банковские сейфы. Несмотря на то, что в 1929 году было отчеканено более 1,8 миллиона экземпляров, на сегодняшний день сохранилось лишь около 2 тысяч. Остальные были переплавлены по распоряжению правительства в 30-х годах.

## 20 долларов 1933 года

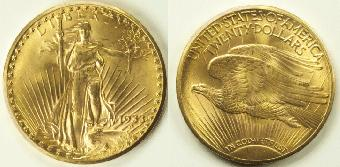
20 долларов 1933 года — самая дорогая монета в мире

В 1933 году в связи с экономическим кризисом, получившим название «Великой депрессии», США были вынуждены отказаться от золотомонетного стандарта. Золотые монеты подлежали выведению из оборота и переплавке. Отчеканенные несколько ранее 445 500 экземпляров были переплавлены.
20 монет всё же уцелели. Все они были незаконным путём приобретены ювелиром Израэлем Свиттом. С девятью из них он расстался, продав частным коллекционерам, одним из которых был король Египта Фарук. Продажа столь редких предметов не осталась незамеченной, поэтому усилиями спецслужб США эти монеты были найдены и конфискованы (за исключением экземпляра, попавшего королю Египта). В 1991 году британцу Стивену Фентону удалось завладеть этим экземпляром. Монета была так же конфискована спецслужбами США. В результате длительных судебных процессов суд постановил продать монету на аукционе, а вырученные деньги разделить между казначейством США и Стивеном Фентоном. Монета была продана в 2002 году анонимному коллекционеру за 7 590 020,00 $. В 2004 году у наследников Израэля Свитта было обнаружено ещё 10 экземпляров 20-долларовых монет 1933 года, которые конфисковали и поместили в Форт Нокс.

## Повторное использование дизайна

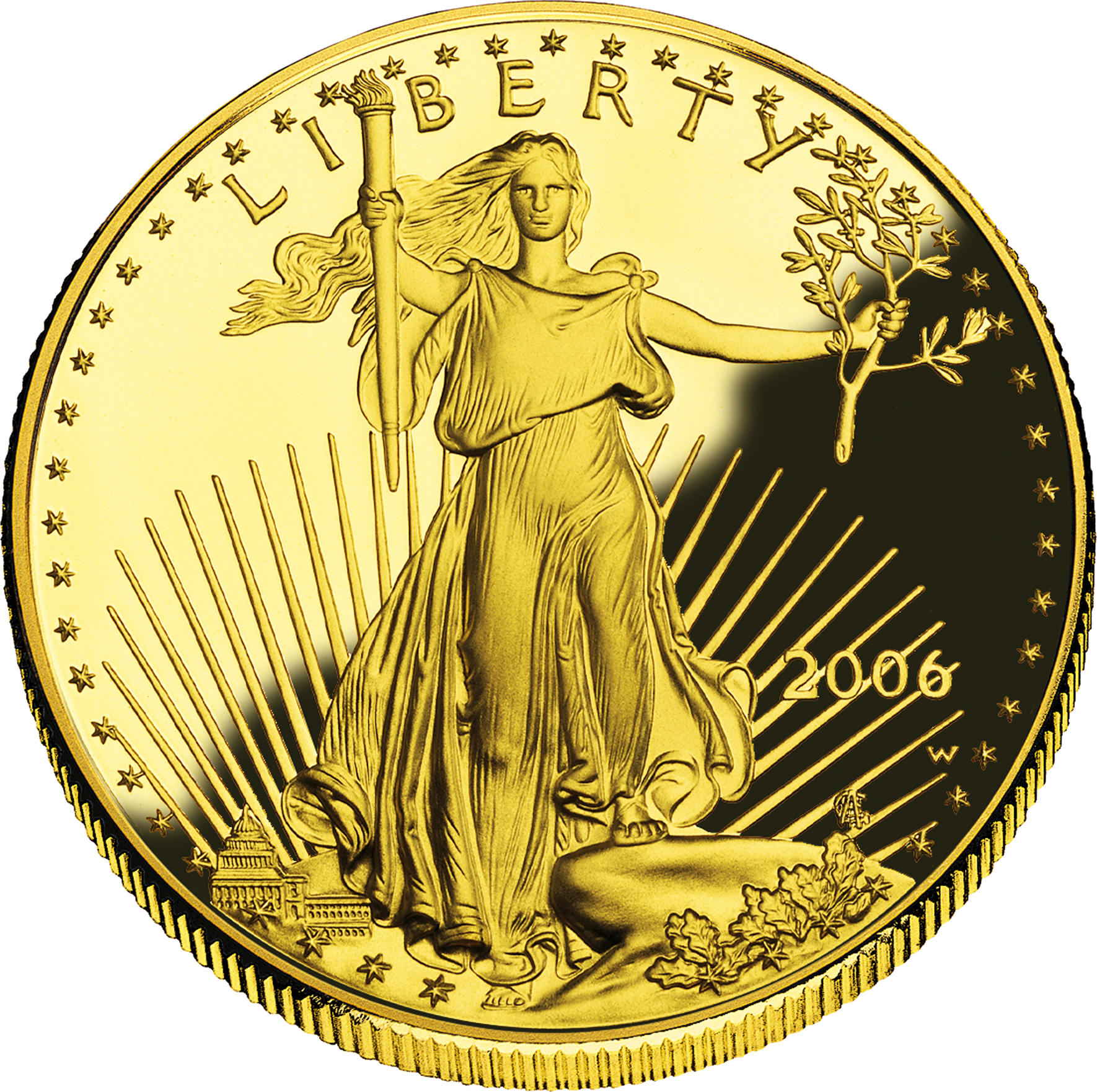
Аверс золотой инвестиционной монеты США 2006 года

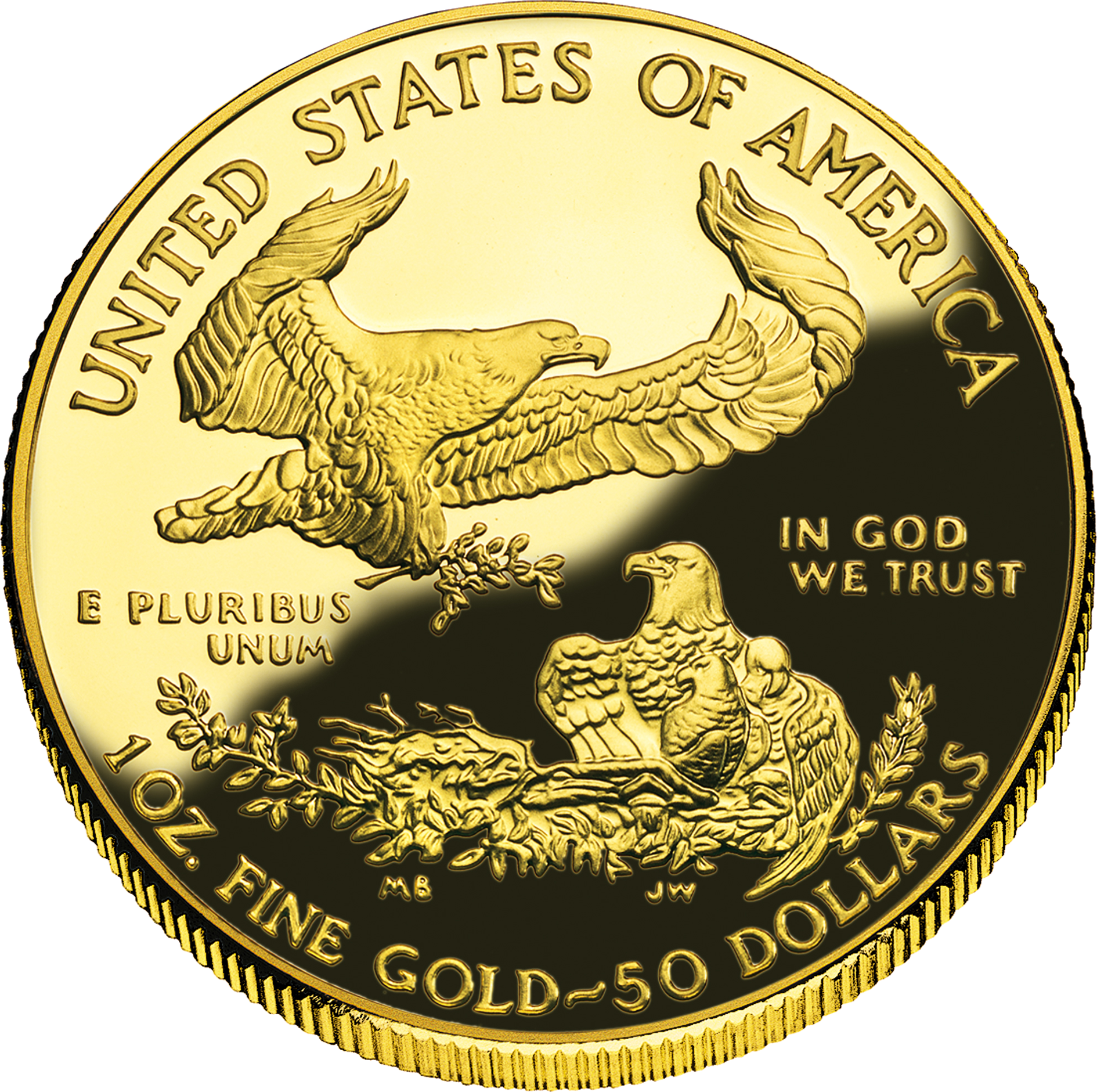
Реверс золотой инвестиционной монеты США 2006 года

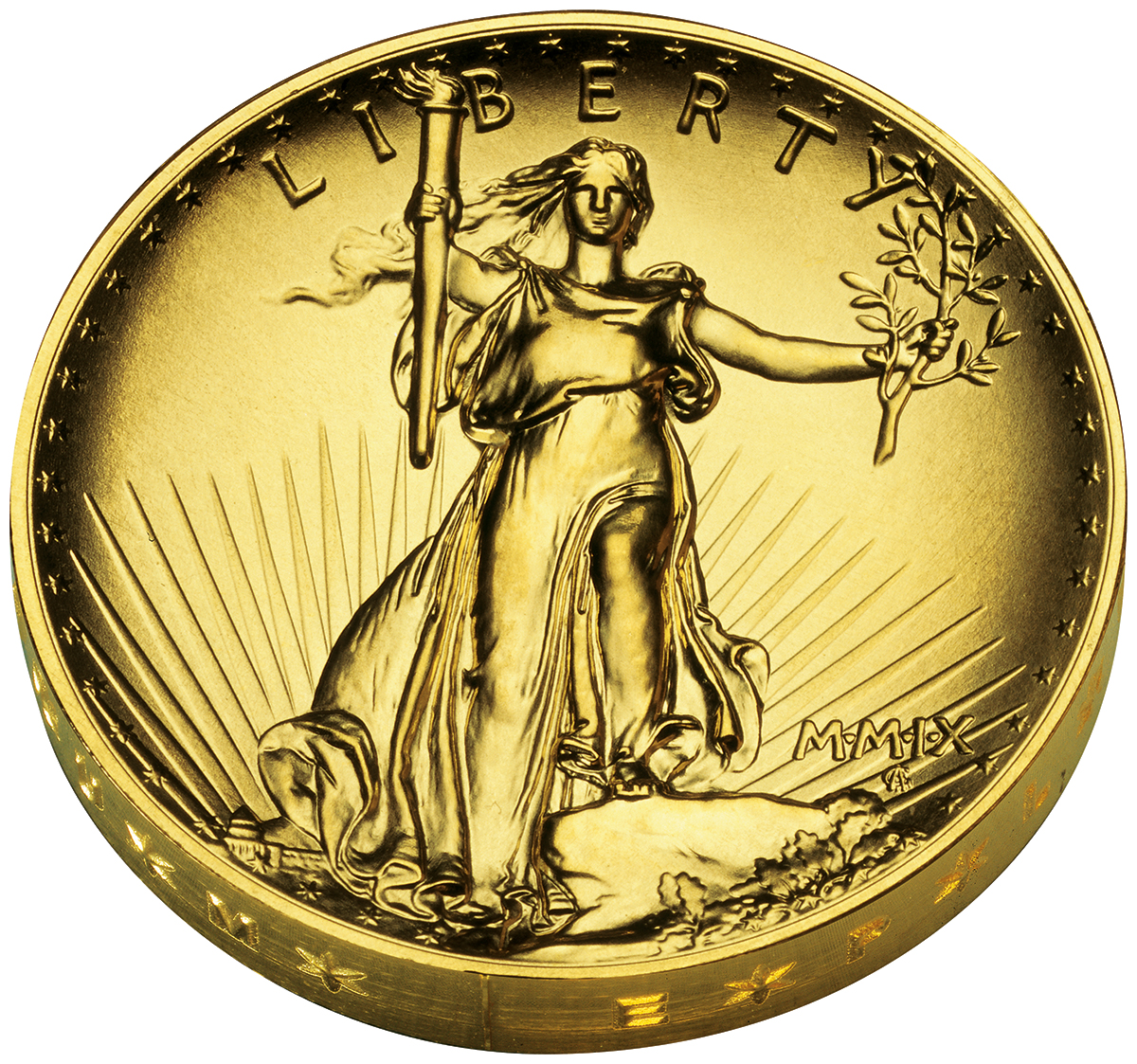
Аверс монеты с ультравысоким рельефом 2009 года

Монетным актом 1985 года было разрешено выпускать золотые инвестиционные монеты. После более чем 50-летнего перерыва (до этого последние золотые монеты были отчеканены в 1933 году) в 1986 году их стали выпускать вновь.
С 1986 года ежегодно чеканят из 91,67%-го золота монеты номиналом 5 $, 10 $, 25 $ и 50 $. Их лицевая сторона повторяет аверс монет в 20 долларов Сент-Годенса, которые находились в обиходе с 1907 по 1933 год. На реверсе изображён орёл, который несёт символ мира — оливковую ветвь в гнездо с орлицей и орлятами.
Так как данные монеты являются инвестиционными и не предназначены для обращения, то на них также указывают вес (причём, не вес самой монеты, а вес находящегося в ней чистого золота). В зависимости от номинала он составляет:
- 5 $ — 1/10 тройской унции
- 10 $ — 1/4 тройской унции
- 25 $ — 1/2 тройской унции
- 50 $ — 1 тройская унция

В 2009 году монетный двор выпустил экземпляр из 99,9-процентного золота, который повторяет оригинальную монету Сент-Годенса с ультравысоким рельефом. От своей предшественницы она отличается годом, наличием 50 звёзд (а не 46) и весом (новый экземпляр весит одну унцию чистого золота, что соответствует 31,1 г).

## Тираж
Монеты чеканили с 1907 по 1933 год (с перерывом в 1917–1919 годах) на монетных дворах Филадельфии, Денвера и Сан-Франциско. Под годом может находиться небольшая буква, обозначающая место чеканки монеты:
- D — Денвер, Колорадо
- S — Сан-Франциско

Если буква отсутствует, то монета была отчеканена на монетном дворе Филадельфии (в скобках обозначено количество монет качества пруф).
| Год                           | Отчеканено в Филадельфии | Отчеканено в Денвере | Отчеканено в Сан-Франциско |
| ----------------------------- | ------------------------ | -------------------- | -------------------------- |
| 1907                          | 372 917 (40-50)          |                      |                            |
| 1908 (без девиза) (с девизом) | 4 271 551 156 258 (101)  | 663 750 349 500      | 22 000                     |
| 1909                          | 161 215 (67)             | 52 500               | 2 774 925                  |
| 1910                          | 482 000 (167)            | 429 000              | 2 128 250                  |
| 1911                          | 197 250 (100)            | 846 500              | 775 750                    |
| 1912                          | 149 750 (74)             |                      |                            |
| 1913                          | 168 780 (58)             | 393 500              | 34 000                     |
| 1914                          | 95 250 (70)              | 453 000              | 1 498 000                  |
| 1915                          | 152 000 (50)             |                      | 567 500                    |
| 1916                          |                          |                      | 796 000                    |
| 1920                          | 228 250                  |                      | 558 000                    |
| 1921                          | 528 500 (1)              |                      |                            |
| 1922                          | 1 375 500                |                      | 2 658 000                  |
| 1923                          | 566 000                  | 1 702 250            |                            |
| 1924                          | 4 323 500                | 3 049 500            | 2 927 500                  |
| 1925                          | 2 831 750                | 2 938 500            | 3 776 500                  |
| 1926                          | 816 750                  | 481 000              | 2 041 500                  |
| 1927                          | 2 946 750                | 180 000              | 3 107 000                  |
| 1928                          | 8 816 000                |                      |                            |
| 1929                          | 1 779 750                |                      |                            |
| 1930                          |                          |                      | 74 000                     |
| 1931                          | 2 938 250                | 106 500              |                            |
| 1932                          | 1 101 750                |                      |                            |
| 1933                          | 445 500                  |                      |                            |

Суммарный тираж монеты составил более 65 миллионов экземпляров.